# ديمتريوس بوشامب
ديمتريوس بوشامب (بالإنجليزية: Demetrius Beauchamp)‏ هو لاعب كرة قدم أمريكي، ولد في 11 نوفمبر 1991 في ساموا الأمريكية في الولايات المتحدة. شارك مع منتخب ساموا الأمريكية لكرة القدم.

## وصلات خارجية
- ديمتريوس بوشامب على موقع قاعدة بيانات كرة القدم.إي يو (الإنجليزية)
- ديمتريوس بوشامب على موقع ناشيونال فوتبول تيمز (الإنجليزية)
- ديمتريوس بوشامب على موقع Soccerway.com (الإنجليزية)